# Gnophos radiata
Gnophos radiata är en fjärilsart som beskrevs av Lars Zakarias Brundin 1931. Gnophos radiata ingår i släktet Gnophos och familjen mätare. Inga underarter finns listade i Catalogue of Life.